# Salto Mortale
Salto Mortale je čtvrté studiové album české metalové skupiny Arakain. Bylo vydáno roku 1993 a obsahuje 10 skladeb.

## Seznam skladeb
| Pořadí | Název                 | Délka |
| ------ | --------------------- | ----- |
| 1.     | Brána iluzí           |       |
| 2.     | Ultraparoháč          |       |
| 3.     | Rám křivejch zrcadel  |       |
| 4.     | Zase spíš v noci sama |       |
| 5.     | Kleptoman             |       |
| 6.     | Gambler               |       |
| 7.     | Jen jednou            |       |
| 8.     | Salto mortale         |       |
| 9.     | Marilyn               |       |
| 10.    | Stárnem               |       |